# Josh Charles

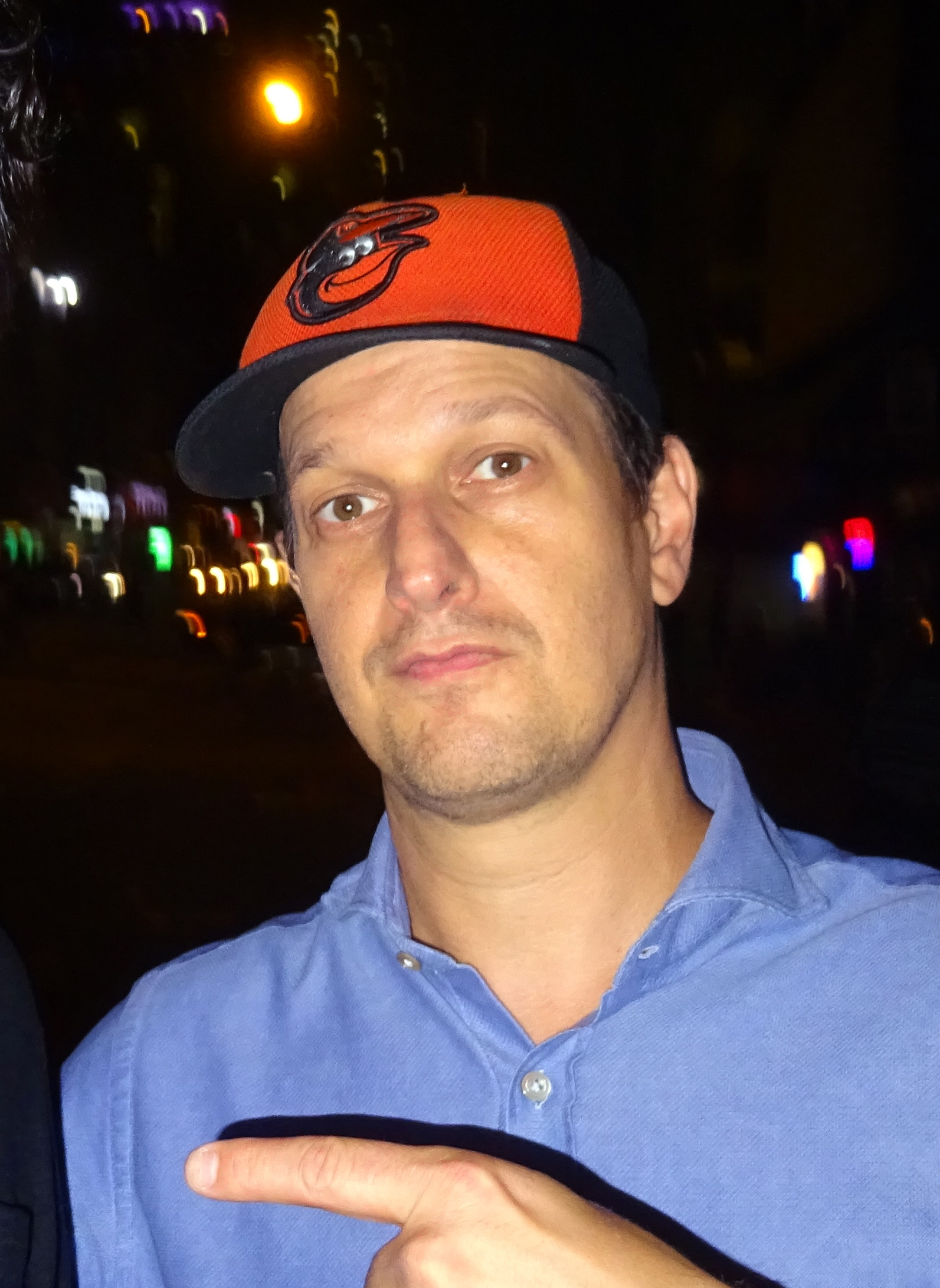
Josh Charles (2016)

Joshua Aaron „Josh“ Charles (* 15. September 1971 in Baltimore, Maryland) ist ein US-amerikanischer Schauspieler.

## Leben
Josh Charles wurde als Sohn von Allen und Laura Charles in Baltimore geboren und wuchs dort auf. Sein Vater ist Miteigentümer einer bekannten Werbeagentur und seine Mutter eine langjährige Klatsch-Kolumnistin der Tageszeitung The Baltimore Sun. 1982 ließen sich seine Eltern scheiden.
Im Alter von acht Jahren begann Charles mit Stand-Up-Comedy und spielte später vier Sommer lang Theater am Stagedoor Manor Performing Arts Training Center in Loch Sheldrake (Sullivan County, New York), um dort seine schauspielerischen Fähigkeiten zu verbessern. Seinen Abschluss machte er an der Baltimore School for the Arts. Mit der Rolle des Knox Overstreet in der Tragikomödie Der Club der toten Dichter von Peter Weir erlebte er 1989 seinen Durchbruch als Schauspieler.
Während seiner weiteren Karriere war er gleichermaßen in Film- wie in Fernsehproduktionen zu sehen. Im Fernsehen spielte er von 1998 bis 2000
in der Fernsehserie Sports Night die Rolle des Sport-Moderators Dan Rydell und von 2009 bis 2014 in der Justizserie Good Wife den Rechtsanwalt Will Gardner. In der ersten Staffel der Dramaserie In Treatment – Der Therapeut (2008) hatte er ebenfalls eine Rolle.
Daneben arbeitet Charles auch regelmäßig am Theater. 2004 trat er in New York in einer Inszenierung von Neil LaButes Beziehungsdrama Weit von hier auf. Bei der Steppenwolf Theatre Company in Chicago wirkte er 2006 in der Uraufführung von The Well-Appointed Room von Richard Greenberg mit. Anschließend spielte er in San Francisco am American Conservatory Theater eine Rolle in Caryl Churchills Stück A Number, welches das Thema menschliches Klonen behandelt. 2007 war er im Manhattan Theatre Club in Adam Bocks Komödie The Receptionist zu sehen.
2013 heiratete er die Autorin und ehemalige Balletttänzerin Sophie Flack. Aus der Ehe gingen ein Sohn und eine Tochter hervor.

## Filmografie (Auswahl)
- 1988: Hairspray
- 1989: Der Club der toten Dichter (Dead Poets Society)
- 1990: Murder in Mississippi
- 1991: Fast Food Family (Don’t Tell Mom the Babysitter’s Dead)
- 1992: … und sie spielten mit dem Leben (Crossing the Bridge)
- 1993: Cooperstown – Auf den Straßen der Erinnerung (Cooperstown)
- 1994: Einsam Zweisam Dreisam (Threesome)
- 1995: Das Leben nach dem Tod in Denver (Things to Do in Denver When You’re Dead)
- 1995: Cold Blooded (Coldblooded)
- 1996: Die Gruft in den Sümpfen (The Grave)
- 1996: Crossworlds – Dimension der Unendlichkeit (Crossworlds)
- 1996: Mr. Traffic (Pie in the Sky)
- 1996: Marilyn – Ihr Leben (Norma Jean & Marilyn)
- 1997: The Underworld
- 1997: Cyclops, Baby
- 1997: City of Love (Little City)
- 1998–2000: Sports Night (Fernsehserie, 45 Episoden)
- 1999: Muppets aus dem All (Muppets from Space)
- 2000: Meeting Daddy
- 2002: Our America
- 2003: S.W.A.T. – Die Spezialeinheit (S.W.A.T.)
- 2004: Seeing Other People
- 2005: Vier Brüder (Four Brothers)
- 2006: The Darwin Awards
- 2007: Dein Ex – Mein Albtraum (Fast Track)
- 2008: Law & Order: Special Victims Unit (Fernsehserie, eine Episode)
- 2008: In Treatment – Der Therapeut (In Treatment, Fernsehserie, 9 Episoden)
- 2009: After.Life
- 2009–2015: Good Wife (The Good Wife, Fernsehserie, 107 Episoden)
- 2010: Weakness
- 2014: Bird People
- 2014: Adult Beginners – Erwachsenwerden für Anfänger (Adult Beginners)
- 2015: I Smile Back
- 2015: Masters of Sex (Fernsehserie, 7 Episoden)
- 2015: Freeheld – Jede Liebe ist gleich (Freeheld)
- 2016: The Drowning
- 2016: Norman (Norman: The Moderate Rise and Tragic Fall of a New York Fixer)
- 2016–2017: Unbreakable Kimmy Schmidt (Fernsehserie, 5 Episoden)
- 2017: Wet Hot American Summer: Ten Years Later (Fernsehserie, 6 Episoden)
- 2017: Law & Order True Crime (Fernsehserie, 7 Episoden)
- 2020: Away (Fernsehserie, 10 Episoden)
- 2022: We Own This City (Miniserie, 6 Episoden)
- 2023: Memory
- 2025: The Handmaid’s Tale – Der Report der Magd (The Handmaid’s Tale, Fernsehserie)